# Immanuel Faisst

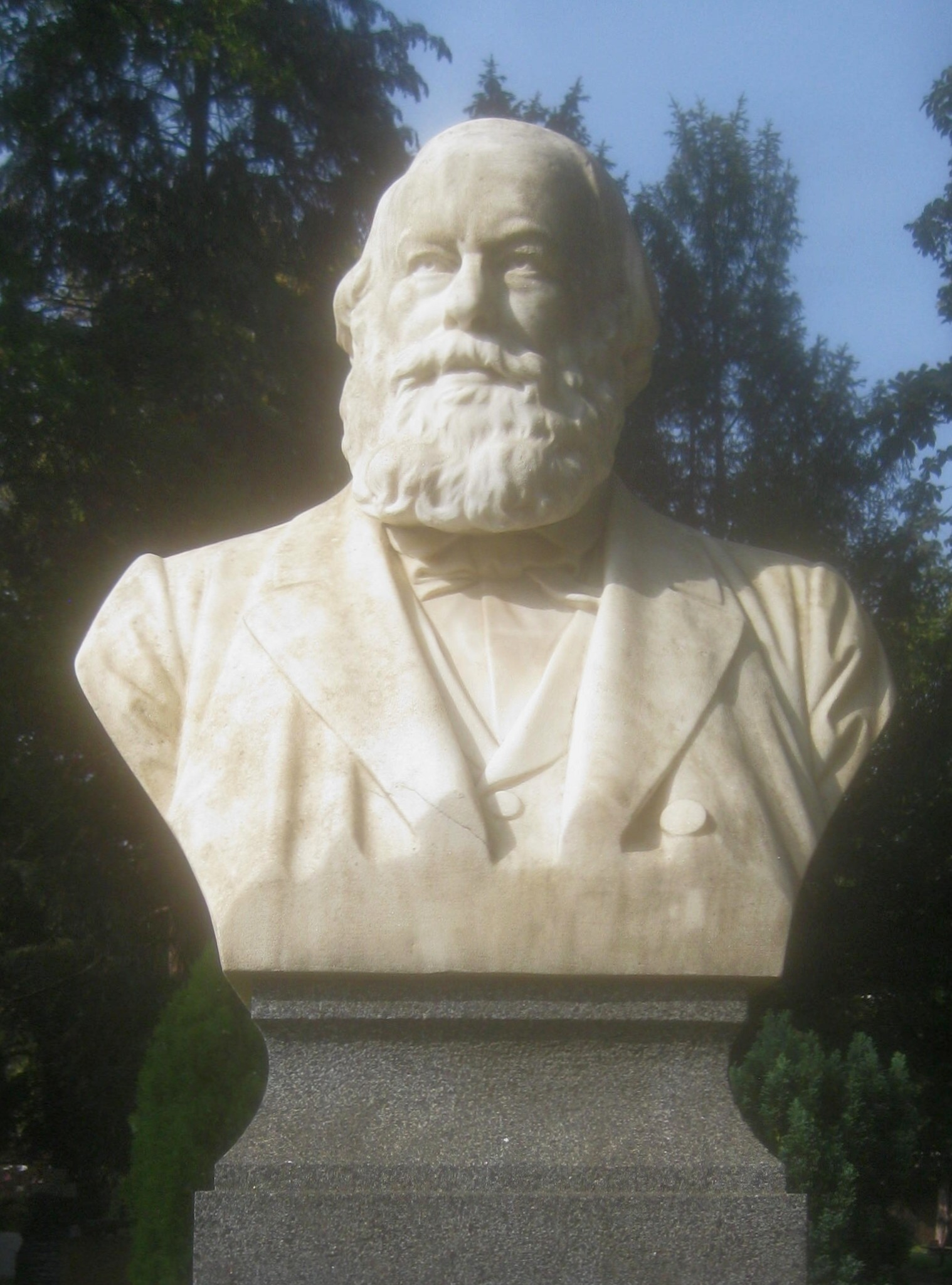
Immanuel Faisst, byst på hans grav.

Immanuel Gottlob Friedrich Faisst, född den 13 oktober 1823 i Esslingen (Württemberg), död den 5 juni 1894 i Stuttgart, var en tysk musiker. 
Faisst bildade i Stuttgart 1847 en förening för klassisk kyrkomusik och 1857 ett musikkonservatorium, vilket han från 1859 förestod som direktör, varjämte han var organist vid stiftskyrkan i nämnda stad. Han komponerade orgelstycken, manskörer med mera, utgav tillsammans med Ludwig Stark en sångskola (2 band, 1880-83) och redigerade tillsammans med Sigmund Lebert förläggaren Cottas berömda edition av klassiska pianoverk. Särdeles förtjänstfull är hans avhandling Beiträge zur Geschichte der Claviersonate (i "Cäcilia", band 25, 1846). Faisst blev hedersdoktor i Tübingen och erhöll professors titel.